# تانتی تاون (آرکانزاس)
تانتی تاون (آرکانزاس) (به انگلیسی: Tontitown, Arkansas) یک شهر در ایالات متحده آمریکا با جمعیت ۲٬۴۶۰ نفر است که در آرکانزاس واقع شده‌است.

## تاریخچه
مهاجران ایتالیایی که در لیک پورت در دلتای آرکانزاس مشغول کار بودند، به رهبری کشیش کاتولیک پیترو باندینی، که سرانجام شهردار این شهر شد،  به شمال غربی آرکانزاس نقل مکان کردند و آب و هوا و زمین های مشابه با مناطق بومی ایتالیا را یافتند. تانتی‌تاون در سال 1898 بنیان گذاشته شد و به یاد«هنری دو تانتی»، کاوشگر ایتالیایی به شهر «تانتی» (تانتی تاون) نامگذاری شد.  در سال 1909 به‌عنوان یک شهر محسوب شد.

## موقعیت جغرافیایی
موقعیت جغرافیایی شهرها و مناطق اطراف به شرح زیر است: